# Генерални конзулати у Србији
Генерални конзулати у Србији су шест страна представништва на простору Републике Србије са седиштем у Суботици (2), Сремским Карловцима (1) Вршцу (1), Нишу (1) и Зајечару (1).

## Опште информације
Генерални конзулати у Србији су представништва одређених држава која на одређеној, и јасно дефинисаној међународним споразумом, територији Србије обављају оне послове који су из делокруга Министарства спољних послова земље оснивача и земље домаћина који спадају у конзуларне функције предвиђене међународним уговорима и дипломатско-конзуларном праксом.
У обављању послова из свог делокруга, генерална конзуларна представништва у Србији  поступају у складу са:
- Уставом и законима Републике Србије,
- Општеприхваћеним правилима међународног права
- Потврђеним међународним уговорима и подзаконским општим актима,
- Директивама министра спољних послова земље оснивача
- Директивама датим у инструкцијама и упутствима руководилаца надлежних унутрашњих јединица Министарства спољних послова земље оснивача, као и амбасадора акредитованог у држави пријема.

## Списак генералних конзулата
| Р.б. | Пун назив                             | Застава и држава оснивач | Град и адреса                             | Надлежност |
| ---- | ------------------------------------- | ------------------------ | ----------------------------------------- | --- |
| 1.   | Генерални конзулат Републике Бугарске | Бугарска                 | Ниш, Иве Лоле Рибара 19                   | Управни окрузи — Борски, Зајечарски, Јабланички, Нишки, Пиротски, Пчињски и Топлички |
| 2.   | Генерални конзулат Републике Хрватске | Хрватска                 | Суботица, Максима Горког 6                | Управни окрузи — Севернобачки, Западнобачки, Јужнобачки, Севернобанатски и Средњобанатски |
| 3.   | Генерални конзулат Мађарске           | Мађарска                 | Суботица, Ђуре Ђаковића 1-3               | АП Војводина |
| 4.   | Генерални конзулат Црне Горе          | Црна Гора                | Сремски Карловци, Трг Бранка Радичевића 1 | Општине — Ада, Алибунар, Апатин, Бач, Бачка Паланка, Бачка Топола, Бачки Петровац, Бела Црква, Беочин, Бечеј, Врбас, Вршац, Инђија, Ириг, Кањижа, Кикинда, Ковачица, Ковин, Мали Иђош, Нови Бечеј, Нови Сад, Нова Црња, Оџаци, Панчево, Пећинци, Рума, Србобран, Сремски Карловци, Стара Пазова, Сомбор, Суботица, Темерин, Тител, Чока и Шид |
| 5.   | Генерални конзулат Румуније           | Румунија                 | Вршац, Трг зелене пијаце 3 / А            | Управни окрузи — Јужнобанатски и Средњобанатски |
| 6.   | Генерални конзулат Румуније           | Румунија                 | Зајечар, Кумановска 45                    | Управни окрузи — Зајечарски, Борски, Пиротски, Нишки, Јабланички и Пчињски |